# هيبناغوجيا

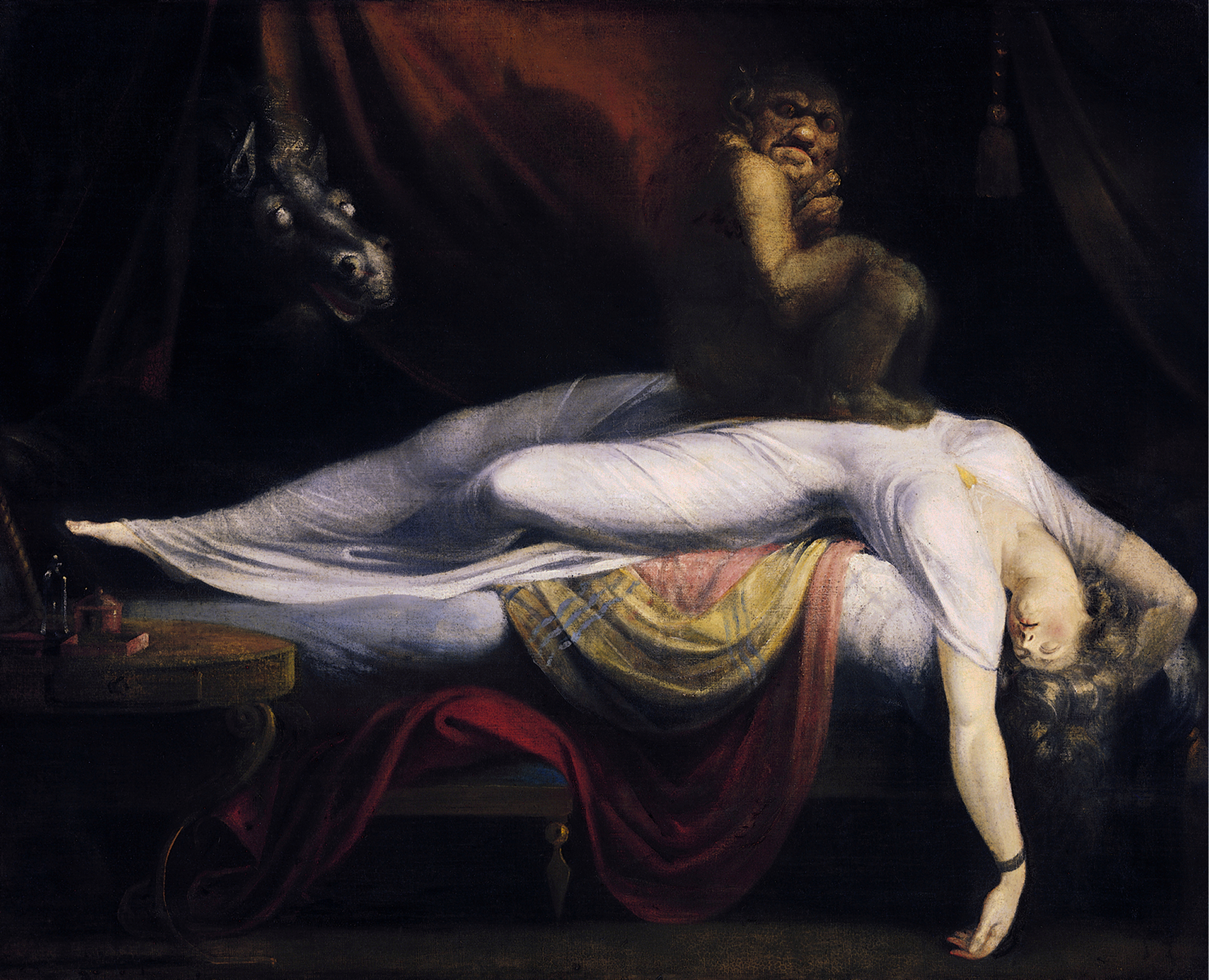

الهيبناغوجيا، وتعرف أيضًا باسم «الهلوسة التنويمية»، هي تجربة الحالة الانتقالية من الاستيقاظ إلى النوم: حالة الهلوسة التنويمية للوعي، خلال بداية النوم (للحالة الانتقالية من النوم للاستيقاظ أنظر إلى الهيبنوبومبيا). وهي ظواهر عقلية من الممكن أن تحدث خلال مرحلة «عتبة الوعي» وتتضمن هلوسات، أفكار صافية، أحلام صافية، وشلل النوم. مع اعتبار آخر ظاهرتين كحالتي نوم منفصلتين تحدثان في بعض الأحيان ضمن حالة الهيبناغوجيا.

## تعريفات
تستعمل كلمة هيبناغوجيا أحيانًا في نطاق محدود للإشارة إلى بداية النوم، ومتناقضة مع الهيبنوبومبيا، مصطلح فريدريك مايرز للاستيقاظ. ومع ذلك، يتم توظيف مصطلح هيبناغوجيا بانتظام في نطاق أكثر عمومية ليغطي كلًا من الغط في النوم والاستيقاظ، وقد شكك هافلوك إليس في الحاجة لمصطلحين منفصلين. وبالتأكيد، ليس من الممكن دائمًا عمليًا تعيين حلقة معينة من أي ظاهرة مُعطاة لواحدة أو لأخرى، علمًا أن نفس الأنواع من التجارب تحدث في الأثنين، وبأن الناس يتَّجهون من وإلى النوم. سوف يتم استعمال مصطلح هيبناغوجيا في هذه المقالة في النطاق الأوسع، مالم يُذكر أو يُفتَرَض خلاف ذلك.
ومن ضمن مصطلحات أخرى للهيبناغوجيا التي تم اقتراحها بنطاق واحد أو بكلا النطاقين "الأحاسيس المضادة للمنومات"، " رؤى النصف نوم"، "صور علم الأحلام" و "الخيال"، "منطقة حدود النوم"، "ما قبل النوم"، "حالة منطقة الحدود"، "حالة نصف الحلم"، حالة ما قبل الحلم"، "أحلام بداية النوم"، "الأحلام الصغيرة"، و"انتقال الاستيقاظ-النوم" (WST).
عتبة الوعي (تعرف عادًة باسم «نصف نائم» أو «نصف مستيقظ»، أو «عقل مستيقظ جسم نائم») تصف نفس الحالة العقلية لشخص يتحرك باتجاه النوم أو الاستيقاظ، ولكنه لم يكمل الانتقال بعد. وتكون انتقالات كهذه مختصرة عادًة، ولكن بالإمكان تمديدها باضطراب النوم أو الحث المتعمد من خلال التأمل على سبيل المثال.

## العلامات والأعراض
يمكن أن يصاحب الانتقال من وإلى النوم تشكيلة واسعة من التجارب الحسية. والتي بإمكانها أن تحدث في أي شكل كان، بشكل منفرد أو مشترك، وتتراوح من الغامض وبالكاد مدرك إلى هلوساٍت حية.
وتعتبر الوبصة أحد الخصائص الحسية للهيبناغوجيا المُبَّلَغ عنها عادًة والتي تم إجراء البحوث عليها بعناية والتي يمكن أن تظهر على شكل بقع تبدو عشوائية، خطوط أو أنماط هندسية، تتضمن الأشكال الثابتة، أو كصور رمزية (تمثيلية). وبإمكان هذه الصور أن تكون أحادية الألوان أو ملونة بشكل غني، ثابتة أو متحركة، مسطحة أو ثلاثية الأبعاد (مُعطية انطباع رسم منظوري). وأيضًا تم الإبلاغ عن مشاهدة صور تمثل حركة عبر أنفاق ضوء. وعادًة ما تكون الصور الفردية عابرة وتعطى تغيرات سريعة جدًا. ويقال أنها تختلف عن حقيقة الأحلام في أن الصور المنومة عادةً ما تكون ثابتة ومُفتقرة إلى المحتوى السردي، أي من رمادي جوهري بسيط إلى مشاهد متخيّلة بشكل كامل. وبالإمكان إيجاد أوصاف لرؤى منومة حيوية بشكل استثنائي ومفصلة في أعمال ماري جان ليون، ماركيز هيرفي من سينت دينيس.

## تأثير تتريس
بإمكان الأشخاص أن يشعروا بنشاط يهيمن على مخيلتهم عند دخولهم في النعاس وذلك عندما يقضون وقتًا طويلًا وهم يقومون بنشاط متكرر ما قبل أن يناموا، وبالأخص إذا كان هذا النشاط جديدًا عليهم، وهي نزعة يطلق عليها أسم تأثير تتريس. وقد لوحظ هذا التأثير أيضًا لدى فاقدي الذاكرة الذين ليس لديهم ذاكرة عن النشاط الأصلي. وتميل الصور الهيبناغوجية المتناظرة إلى أن يُنظر إليها على أنها تتحرك عندما يتضمن النشاط أجسامًا متحركة، كما في لعبة الفيديو تتريس. تأثير تتريس غير محصور بالصور المرئية، ولكن يمكن أن يظهر بطرق أخرى. فعلى سبيل المثال، يروي روبرت ستيكغولد تجربة الإحساس بملمس الصخور خلال نومه بعد تسلقه للجبال. ويمكن لهذا أن يحدث أيضًا للناس الذين قد سافروا على متن قوارب صغيرة في البحار الهائجة، أو سبحوا خلال الأمواج، قبل الذهاب إلى النوم بوقت قصير، ويشعرون بالأمواج عندما يتجهون للنوم، أو الناس الذين قضوا يومهم يتزلجون على الجليد ولازالوا «يشعرون بالثلج» تحت أقدامهم. وسيجد الناس الذين قضوا وقتًا كثيرًا يقفزون على الترامبولين بأنهم قادرون على الإحساس بالحركة للأعلى والأسفل قبل ذهابهم للنوم. ويروي الكثير من لاعبي الشطرنج عن ظاهرة رؤية لوح الشطرنج وقطعه خلال هذه الحالة. وكذلك يروي الموظفون الجدد الذين يعملون في وظائف مرهقة ومتطلبة بأنهم يشعرون بتجربة تأدية المهام المتعلقة بالعمل في هذه الفترة قبل النوم.